# Lanzador Livens
El lanzador Livens era un sencillo mortero que podía lanzar grandes cilindros llenos de mezcla incendiaria para lanzallamas o de gases venenosos.
Durante la Primera Guerra Mundial, el lanzador Livens fue el equipo estándar del Ejército Británico para lanzar ataques de gas y se mantuvo como armamento de reserva hasta las primeras etapas de la Segunda Guerra Mundial.

## Historia
El lanzador Livens fue creado por el Capitán William H. Livens de los Royal Engineers del Ejército británico. Livens diseñó una serie de armas novedosas, inclusive un lanzallamas pesado para incendiar las trincheras alemanas (el lanzallamas de túnel Livens), que fue desplegado en el Frente del Somme en 1916. Después, durante la Segunda Guerra Mundial, trabajó en armas incendiarias tales como la mina incendiaria y diversos modelos de lanzallamas.
Antes de la invención del lanzador Livens, las armas químicas eran soltadas directamente desde sus cilindros, o disparadas por la artillería dentro de obuses químicos. Los ataques "tipo nube" inicialmente se hacían enterrando los cilindros de gas delante del parapeto de la trinchera atacante, para después abrir sus válvulas cuando el viento soplaba en la dirección adecuada; más tarde los británicos solían montar los cilindros sobre vagones plataforma de un ferrocarril de vía estrecha, construido paralelo al frente, abriendo las válvulas de los cilindros sin retirarlos de los vagones. Esto permitía la liberación de una cantidad de gas adecuada, pero siempre estaba presente el peligro del cambio de la dirección del viento, que llevaría el gas contra los atacantes. Los obuses químicos eran más sencillos de dirigir al enemigo, pero no transportaban tanto gas como un cilindro.
Livens estaba al mando de la Compañía Z, la unidad encargada de desarrollar y utilizar armas incendiarias y armas químicas. Los lanzallamas y diversos mecanismos de dispersión de armas químicas demostraron tener una eficacia limitada. Un día, durante un ataque en el Somme, la Compañía Z encontró a un grupo de soldados alemanes que estaban muy bien atrincherados. Las granadas de mano no lograron desalojarlos de su posición, por lo que Livens improvisó una especie de cóctel Molótov gigante usando dos barriles de aceite automotriz de 5 galones. Cuando estos fueron lanzados en la trinchera alemana, resultaron tan eficaces que Harry Strange, camarada de Livens, se preguntó si no sería mejor usar contenedores para transportar el fuego contra el enemigo en lugar de un complejo lanzallamas.
Reflexionando sobre el incidente, Livens y Strange consideraron cómo un mortero podía lanzar un gran proyectil lleno de combustible. Livens empezó a desarrollar un mortero grande y sencillo que podía lanzar un barril de 3 galones de aceite automotriz que estallaría al impactar, esparciendo aceite en llamas sobre el blanco. El trabajo de Livens atrajo la atención del General Hubert Gough, que impresionado por sus ideas le suministró todos los materiales necesarios para su gran lanzador.
El 25 de julio de 1916, durante la Batalla del Somme en Ovillers-la-Boisselle, la Compañía Z utilizó 80 lanzadores cuando los australianos iban a atacar Pozières. Las primeras versiones tenían un corto alcance y era necesario situar los lanzadores a 183 m en la tierra de nadie. El bombardeo resultante fue muy exitoso al neutralizar los nidos de ametralladora alemanes.
La Compañía Z rápidamente desarrolló el lanzador Livens, incrementando su alcance a 320 m y finalmente creando una versión con disparo eléctrico y un alcance de 1.189 m. Esta versión fue empleada con éxito en la Batalla de Messines en junio de 1917.
Entonces se modificó el lanzador Livens para disparar cilindros de gas venenoso en lugar de barriles de aceite automotriz. Este sistema fue probado en secreto en Thiepval en septiembre de 1916 y en Beaumont-Hamel en noviembre. El lanzador Livens era capaz de disparar una alta concentración de gas a una distancia considerable. Cada cilindro transportaba tanto gas como varios obuses químicos. Se podía iniciar con rapidez un bombardeo sin necesidad de recargar, tomando por sorpresa al enemigo. Aunque cada lanzador solo podía dispararse una vez durante un bombardeo, el arma era lo suficientemente barata como para ser desplegada en cientos o miles de unidades.
El lanzador Livens también fue empleado para disparar otras sustancias. En algunas ocasiones, los barriles contenían explosivo de alto poder, aceite y residuos de algodón, thermita, fósforo blanco y "hedores". Empleado como una bomba fétida gigante para engañar al enemigo, los "hedores" eran sustancias malolientes pero inofensivas, tales como el aceite de hueso y el acetato de amilo, empleadas para simular un ataque de gas venenoso y obligando al enemigo a ponerse sus voluminosas máscaras antigás (que reducían la eficacia de los soldados alemanes) cuando no se podía emplear con seguridad el gas venenoso. Además, los "hedores" podían ser empleados para prolongar artificialmente la escala, duración e incomodidad de un verdadero ataque de gas, por ejemplo alternando cilindros que contienen "hedores" con cilindros de fosgeno, adamsita o cloropicrina. Incluso se diseñó un cilindro que contenía doce bombas Mills, similar a una bomba de racimo.
El lanzador Livens quedó como armamento de reserva en el arsenal del Ejército británico hasta las primeras etapas de la Segunda Guerra Mundial.

## Descripción

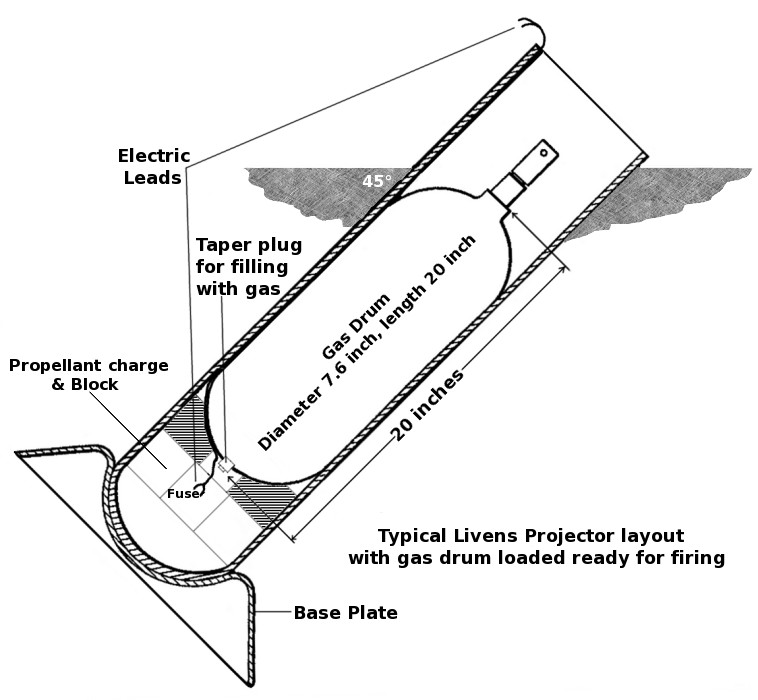
Diagrama de un lanzador Livens.

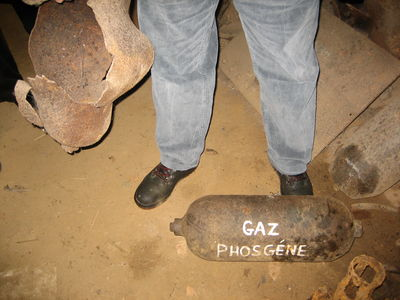
Cilindro de fosgeno de un lanzador Livens, desenterrado en el Somme en 2006.

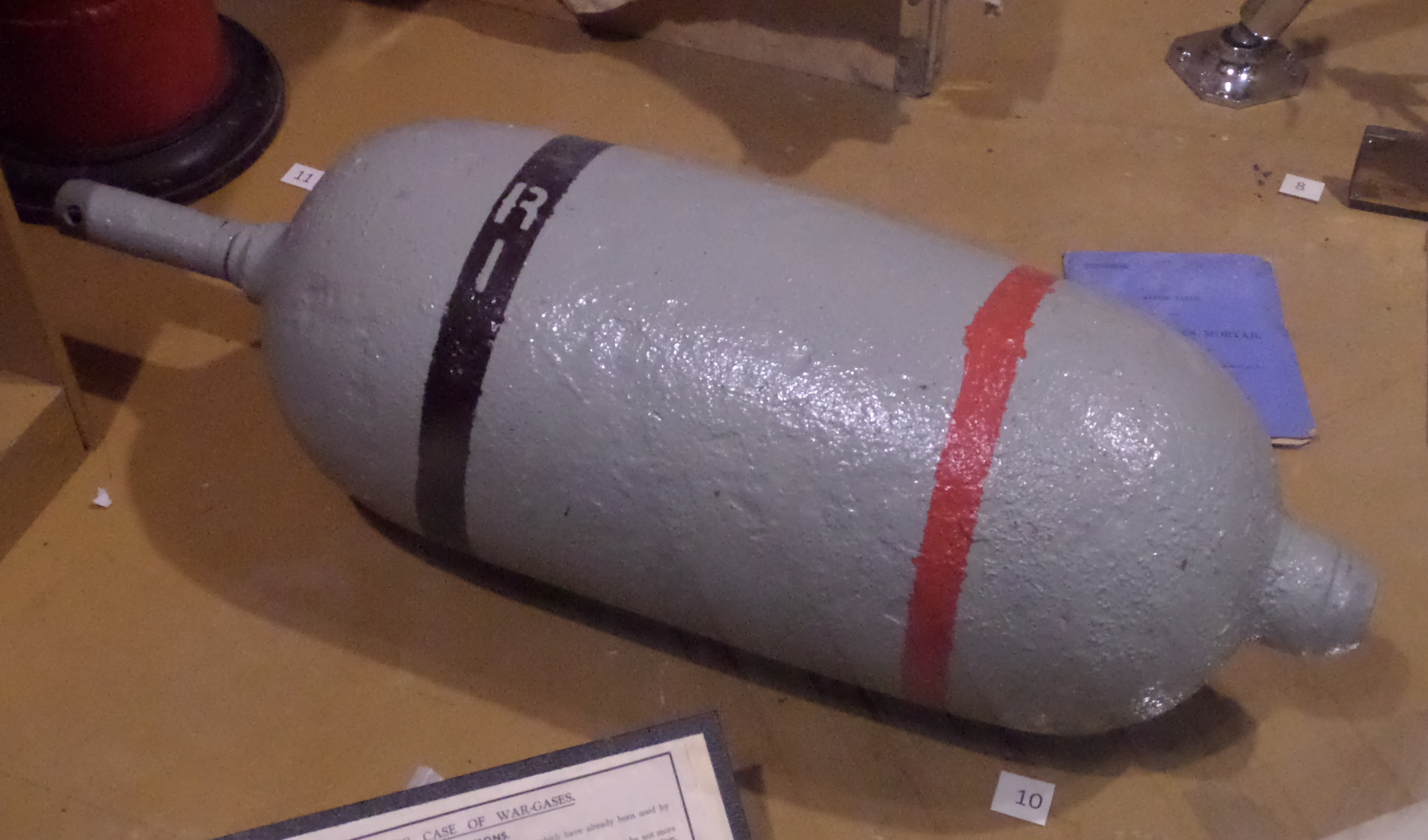
El cilindro de lanzador Livens del Museo de los Royal Engineers.

El lanzador Livens fue diseñado para combinar las ventajas de los cilindros de gas venenoso y los obuses químicos, al disparar un cilindro de gas contra el enemigo. Consistía en un sencillo tubo de metal que era enterrado en un ángulo de 45°.
Sus especificaciones variaron durante la guerra. Las primeras improvisaciones de campaña se hicieron en julio de 1916, cerca de La Boselle, usando como cañón un barril de aceite automotriz de 300 mm de diámetro y su proyectil era una lata de aceite. El modelo de serie se concretó en diciembre de 1916, después de varias pruebas en combate exitosas en el Somme. Estaba hecho con un tubo de acero de 200 mm de diámetro, que tenía uno de sus extremos sellado mediante soldadura autógena.
El cañón de 200 mm pasó a ser estándar y por primera vez fue utilizado en gran número cuando 2.000 dispararon una andanada en la Batalla de la Cresta de Vimy en abril de 1917. Los cañones eran suministrados con tres longitudes distintas, según el alcance requerido: 840 mm para corto alcance, 910 mm para medio alcance y 1.300 mm para largo alcance.
Un cilindro de 190 mm de diámetro y 510 mm de longitud que contenía 14 kg de gas venenoso, era disparado mediante una carga propulsora detonada eléctricamente, teniendo un alcance de unos 1.500 m. Al impactar contra su objetivo, una carga explosiva esparciría el gas venenoso sobre el área.
También fue empleado para lanzar aceite inflamable, disparando 1.500 barriles antes de la Batalla de Messines en junio de 1917. El aceite también fue probado el 20 de septiembre de 1917, durante la Batalla de la Carretera Menin, cuando 290 lanzadores fueron empleados para apoyar el intento de capturar la Trinchera del Águila al este de Langemark. Esta incluía búnkeres de concreto y nidos de ametralladora, pero los barrilles no cayeron en las trincheras y no eliminaron a los defensores alemanes.

## Historial de combate
Como regla general, los lanzadores eran emplazados a campo abierto, a corta distancia detrás de la línea del frente, para que su excavación, apuntamiento (ya sea por observación directa o mediante brújula) y conexión de los cables eléctricos fuese más sencilla. Cuando eran camuflados, sus posiciones serían desconocidas al enemigo, que a pesar de ser capaz de reconocer la dirección del emplazamiento por el fogonazo, no podría precisar su alcance. Por tales razones, los lanzadores solamente podían ser emplazados durante la noche. La excavación de las estrechas trincheras no precisaba mucho esfuerzo y posteriormente, los lanzadores solamente eran enterrados a una profundidad de casi 30,5 cm en lugar de hasta la boca de sus cañones.
El lanzador no era muy fiable. A fin de salvaguardar a las tropas aliadas de "cortos", se retiraban todas las tropas del área situada delante de la batería de lanzadores antes de su disparo. Esta área permitía que los cilindros que solamente lograban el 60% de su alcance estimado y se desviaban a 20° de la línea de disparo por el viento u otras causas, cayesen sin producir bajas al atacante.
También era impreciso:
"Se ha planteado como un principio que, debido a la imprecisión del arma, los blancos más adecuados son áreas fuertemente defendidas o que contienen refugios subterráneos donde sus ocupantes están a salvo del fuego de artillería."
Un manual de entrenamiento británico de 1940 lo describe como:
"una sencilla arma que no aspira a una gran precisión. Su alcance está limitado a unas 1.800 yardas; el ruido del disparo es muy fuerte, siendo acompañado de noche por un brillante fogonazo.
Los lanzadores son el principal armamento de las compañías C.W., RE."
La poca fiabilidad e imprecisión del lanzador no eran tan apremiantes ante sus principales ventajas: era barato, sencillo y un método sumamente eficaz de desplegar armas químicas. Usualmente, cientos o hasta miles de lanzadores Livens eran disparados al unísono durante un ataque para saturar las líneas enemigas con gas venenoso.

Esta arma es tal que, si su instalación se ha llevado a cabo cuidadosamente y está camuflada, no solamente es capaz de inundar inesperadamente las trincheras enemigas con un gas letal pocos segundos después que su accionar fue delatado por el fogonazo del disparo, sino de establecer una concentración tan alta de vapores venenosos -especialmente en la cercanía de donde cayó cada cilindro- que se espera que ningún respirador pueda ofrecer protección adecuada a su usuario. [...] Este "efecto de masas" no fue, por supuesto, logrado a cualquier nivel durante la batalla del Somme, cuando solamente una docena o dos de cilindros improvisados fueron disparados a la vez; pero ahora que nos hemos propuesto disparar varios miles de ellos simultáneamente en una sola operación, el esperado efecto bien puede ser -y de hecho lo fue- profundo. En un documento alemán capturado, fechado el 27/12/17, un bombardeo de lanzadores de gas ingleses fue descrito de la siguiente manera: 'La visión y el sonido del disparo se parecen a una violenta explosión; capas de llamas volcánicas o una serie de fogonazos simultáneos, un sonido sordo al impactar hasta 25 segundos después del fogonazo del disparo. Las minas, al contrario de la forma del disparo, no estallan todas precisamente al mismo tiempo: el ruido se parece al de la detonación de varias granadas de mano. La fragmentación es muy ligera.'

## Contraparte alemana
El lanzador Livens inspiró a los alemanes la creación de un aparato similar, conocido como Gaswurfminen. Más de ochocientos de estos morteros fueron empleados contra el Ejército italiano en la Batalla de Caporetto.

## Ejemplares sobrevivientes
- Varios cañones con sus bases están expuestos en el Museo del Bosque Santuario y la Colina 62, en Zillebeke, Bélgica.[32]
- Museo Memorial de Passchendaele, en Zonnebeke.
- Varios lanzadores emplazados en el Museo de la Trinchera Yorkshire y su refugio, en Ypres.
- En el Museo de los Campos de batalla de Flandes, en Ypres.